# Torre di Babele

Torre di Babele, dipinto di Pieter Bruegel del 1563

La torre di Babele (in ebraico מגדל בבל‎?, migdàl Bavèl) era una torre, o un edificio elevato in qualche modo assimilabile ad essa, di cui narra la Bibbia nel libro della Genesi: 11,1-9, la cui costruzione avrebbe rappresentato una sfida a Dio e causato la diversità linguistica fra i popoli del mondo.
Il racconto della sua costruzione ha un parallelo in un poema sumerico, Enmerkar e il signore di Aratta, e nel Libro dei Giubilei (10, 18-27). Riferimenti più o meno ampi ad essa si trovano anche nelle opere di scrittori d'età ellenistica e romana: nei frammenti di Alessandro Poliistore e di Eupolemo (Eus., Præp. Ev., IX), negli Oracoli sibillini (III. 117-129), in Flavio Giuseppe (Ant. Jud., I.4.3).
La storia biblica della Torre di Babele (= Babilonia) deriva probabilmente dalla principale ziqqurat di Babilonia, l'Etemenanki.

## Archeologia
Dal punto di vista archeologico, si fa corrispondere la biblica Torre di Babele alla grandissima ziqqurat Etemenanki, costruita nel II millennio a.C. e riparata/rifatta molte volte fino all'epoca di Alessandro Magno. La sua base, nel momento di massimo splendore, era un quadrato di 91 metri di lato (verificata archeologicamente) e anche la sua altezza pare abbia raggiunto i 91 metri. Non c'è, però, accordo sul periodo in cui tali dimensioni furono raggiunte.
Quando gli ebrei furono deportati a Babilonia, trovarono incompiuto il rifacimento del re caldeo Nabopolassar e di suo figlio Nabucodonosor II (VII secolo a.C.). La ziqqurat Etemenanki, dedicata al dio Marduk, nel periodo di Nabopolassar era alta 30 cubiti (circa 15,30 o 22,90 m), come si deduce dalle descrizioni del figlio Nabucodonosor II.
Ne parla con ammirazione anche Erodoto, che la dichiara ancora esistente ai suoi tempi, anche se egli non la visitò, come spesso si afferma erroneamente. Proprio per questa sua mole straordinaria, essa fu considerata dagli Ebrei simbolo dell'arroganza umana.
Alcuni ricercatori moderni, seguendo David Rohl, hanno però ipotizzato che Eridu e non Babilonia fosse Babele e dunque il luogo originale della torre di Babele. Questo in base a svariate ragioni:
- Le rovine della ziggurat di Eridu sono ben più grandi e più antiche di tutte le altre e sembrano coincidere bene con la descrizione biblica dell'incompleta torre di Babele.
- Un nome di Eridu nei logogrammi cuneiformi viene pronunciato "Nun.Ki" (il luogo potente) in sumerico, ma molto più tardi lo stesso "Nun.Ki" venne inteso a indicare la città di Babilonia.
- La più recente versione greca della Lista dei re di Berosso (ca. 200 a.C.) indica, nelle prime versioni, Babilonia, al posto di Eridu, come la più antica città in cui "la regalità calò dal cielo".
- Rohl e altri, inoltre, identificano il re biblico Nimrod, costruttore di Erech (Uruk) e Babele, col nome del leggendario Enmerkar (Kar significa "cacciatore" ) della Lista dei re, noto per aver costruito templi sia nella sua capitale Uruk che in Eridu.

## L'episodio della Genesi 11, 1-9
(Gen. 11, 1-9)
La torre, in mattoni, fu costruita sul fiume Eufrate nel Sennaar (in Mesopotamia) con l'intenzione di arrivare al cielo e dunque a Dio. Secondo il racconto biblico, all'epoca gli uomini parlavano tutti la medesima lingua.
Gli uomini volevano arrivare al cielo per acquisire gran fama e non essere dispersi su tutta la terra come Dio aveva loro comandato (Genesi 1:28). Ma Dio creò scompiglio nelle genti e, facendo in modo che le persone parlassero lingue diverse e non si capissero più, impedì che la costruzione della torre venisse portata a termine. Il nome di "Babele", attribuito alla torre, è riconducibile all'ebraico bālal, che significa «confondere», in quanto l'episodio della Genesi parla di "confondere le lingue".

## Interpretazione teologica

### Esegesi cristiana
La narrazione dà conto del progetto di Dio affinché gli uomini si dividessero sulla Terra e la popolassero; nel contempo spiega mitologicamente l'origine delle differenze di linguaggio tra gli uomini.
Un'altra interpretazione del racconto, spesso impiegata allegoricamente nei secoli successivi, è quello di punizione per un atto di superbia, il tentativo di alzarsi al cielo.  Molto spesso, nella Bibbia, Dio riserva agli uomini che hanno peccato punizioni amare e severe, prima fra tutte quella inflitta ad Adamo ed Eva, oppure quella legata alle vicende di Noè e della sua arca o agli egiziani che detengono il popolo ebraico in schiavitù. Pertanto, l'episodio della torre di Babele verrebbe interpretato nel senso che Dio punirebbe gli uomini perché la costruzione della torre rappresenterebbe un tentativo di "aspirare al cielo" già durante la vita terrena o, detto in altri termini, di paragonarsi a Dio stesso. L'episodio della torre pertanto non si scontra affatto con la visione secondo cui l'uomo deve cercare di elevare la propria anima ed il proprio spirito a Dio (tipica di molte religioni, comprese quella ebraica e quella cristiana), ma anzi enfatizza e sotto alcuni aspetti giustifica il fatto che l'elevazione a Dio debba avvenire nello spirito e non nella carne.
Nella simbologia cristiana e ortodossa pare significativo che, durante la Pentecoste, gli apostoli, grazie al dono dello Spirito Santo, tornino ad essere comprensibili da popoli parlanti lingue diverse, vincendo così la spaccatura originata a Babele.
È interessante notare che l'esistenza tra gli uomini di una medesima lingua, durante la costruzione della torre di Babele, contraddirebbe quanto riportato in Genesi 10: in questo capitolo, che precede quello dedicato alla Torre di Babele, si legge che i figli di Noè avevano ciascuno un proprio territorio e una propria lingua. In questa narrazione la differenziazione linguistico-culturale non è quindi il risultato di una punizione divina ma il frutto di un processo umano. A proposito di tale contraddizione, occorre tener conto del fatto che, pur essendo il capitolo 11 sulla torre di Babele successivo al capitolo 10 sulla descrizione della discendenza di Noè, la Bibbia non è scritta in ordine cronologico, come risulta evidente anche da altre narrazioni bibliche.
È interessante anche notare l'uso, in questo capitolo biblico, del termine ebraico שם (Shem): nel versetto 4, gli uomini si accingono a costruire la Torre per farsi un nome, cioè acquisire fama (שם); al termine del racconto della Torre, al versetto 10, comincia la genealogia di Sem (שם) che significa proprio nome o fama, come se il personaggio di Sem rappresentasse simbolicamente il nome che gli uomini hanno appena acquisito; le parole pronunciate da Dio durante il suo intervento, infatti, non hanno un tono punitivo, e l'intero episodio della Torre può essere letto non in chiave punitiva ma come la realizzazione di un piano di Dio stesso. Nel versetto 9, si legge che «il Signore... disperse coloro di là sopra la faccia di tutta la terra». Anche qui compare il termine ebraico שם, che può significare anche là. Questo versetto può quindi anche essere letto come: il Signore... diffuse coloro dal Nome sopra la faccia di tutta la terra, dando al racconto un carattere decisamente positivo e costruttivo: immediatamente dopo viene data, infatti, la genealogia del Nome... ed essendoci una certa corrispondenza, nelle Scritture, tra nomi e luoghi, la genealogia di Sem può venir identificata proprio con la diffusione degli uomini (costruttori della Torre) sulla Terra.

### Esegesi ebraica

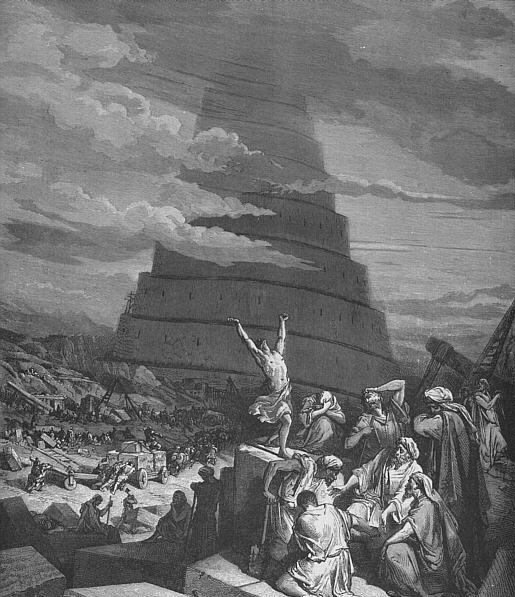
Confusione delle lingue, raffigurazione di Gustave Doré

La tradizione esegetica ebraica spiega che alcune delle cause che comportarono la punizione per la sfida a Dio avvenuta con la costruzione della torre di Babele furono le seguenti.
Compreso il segreto delle lettere dell'alfabeto ebraico, sino a quel momento la sola lingua parlata e conosciuta, alcuni uomini dell'epoca utilizzarono il potere dei nomi di Dio tramite la stregoneria (cosa non ammessa), per governare gli angeli che, ministri divini, dovevano unicamente sottostare alla Volontà divina: infatti normalmente alcuni uomini vengono considerati superiori a certi angeli proprio per l'entità e la natura della propria anima ma, per questo peccato, vi fu una discesa morale e spirituale dovuta ad un precedente allontanamento da Dio.
Quegli uomini che commisero questa trasgressione vollero poi attaccarsi al potere delle stelle e delle costellazioni per dirigerlo verso il Mondo Inferiore ed utilizzarlo a proprio piacimento senza alcuna adesione all'Onnipotenza divina.
Essi vollero inoltre canalizzare l'energia divina del Nome eccelso nel Mondo e Dio impedì questo perché essi non avrebbero accettato le regole del Tiqqun nella Torah cercando così di compiere trasgressioni come se si fosse trattato di cose permesse. Se Adamo avesse mangiato dell'albero della vita dopo il frutto dell'albero della conoscenza del bene e del male avrebbe permesso che il male, anche nel suo mischiarsi con il bene, fosse stabile e duraturo; allo stesso modo i peccatori della torre di Babele avrebbero reso la trasgressione ambito di quanto permesso perciò Dio impedì che ciò accadesse.

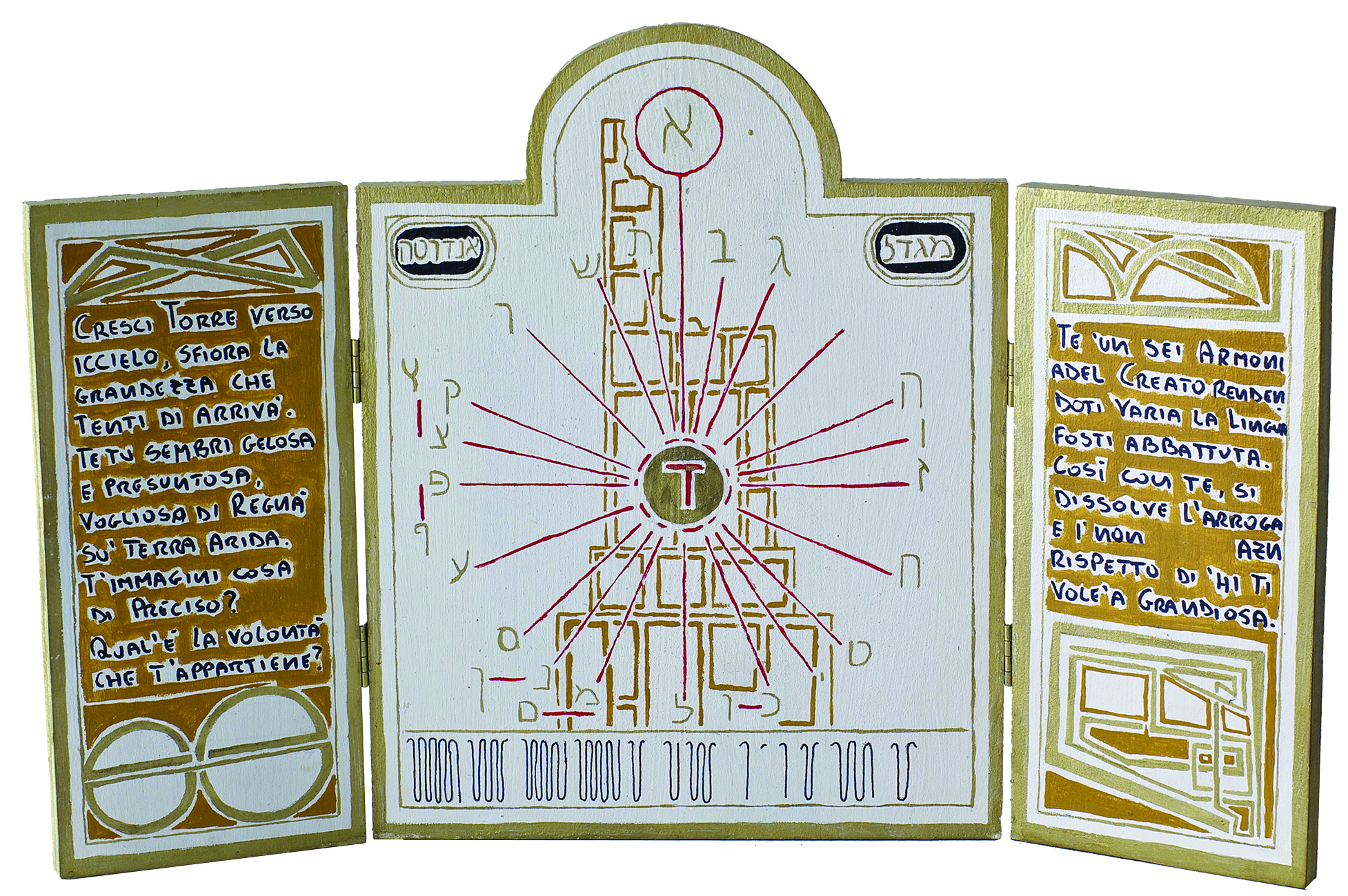
Libri d'Oro Ebraici di Filippo Biagioli dedicato alla Torre di Babele

I maestri commentano infatti dicendo che è bene per loro e per il Mondo che vi sia disunione sui malvagi mentre è buono per gli Zaddiqim e per il Mondo che su di loro (sugli Zaddiqim) vi sia unità.
Un Midrash, nel testo di Bereshit Rabbah, racconta che tutti gli uomini colpevoli del peccato di sfida nei confronti di Dio con la Torre di Babele vennero trasformati [quasi] in "scimmie", spiriti e demoni.
Per gli altri peccati compiuti in quell'episodio Dio aveva punito facendo ritornare al luogo da cui arrivarono coloro che si erano riuniti nella valle di Babel: questi, con l'intenzione di rifugiarsi sulla cima della torre, avevano pensato di poter scampare ad un diluvio che temevano potesse ritornare; altri con la confusione del linguaggio: quelli che avevo progettato di compiere e poi fecero idolatria.
Con l'episodio della torre di Babele chi di questa trasgressione si rese colpevole smise di seguire il monoteismo ed invero la radice di essa fu anche l'idolatria.
Nimrod fu l'ideatore e l'architetto della torre di Babele. Ad est venne costruita la parte per salire, ad ovest per discendere, il primo pilastro, questa torre, eretta ad est, nella valle di Babel... la parte centrale rimase [diritta] sul suolo...
Dio non punì sterminando tutti gli individui colpevoli di questi peccati, benché siano stati peggiori di quelli puniti con il diluvio universale, per l'amicizia presente tra loro.
Sem ammoniva i suoi figli dicendo loro di tenersi lontani persino dalla sola costruzione ed anche Avraham, quando camminava presso il cantiere, ammoniva i peccatori che ne irridevano l'apparente, ma non reale, sterilità: prima che il peccato venisse compiuto, Dio attese anche la Teshuvah.

## La torre di Babele in altri media
- La torre di Babele è il titolo di un'opera sacra di Anton Grigor'evič Rubinštejn ispirata al racconto biblico.
- Nimrod (il cui nome viene diversificato in Nembrot), per il suo peccato della diffusione delle lingue, viene punito nell'Inferno di Dante. Viene incontrato nel trentunesimo canto, dove ha assunto le sembianze di un gigante (In merito al fatto che anche nella mitologia greca i giganti, capeggiati dal suo compagno di pena Fialte, tentarono di raggiungere gli dei tramite una scalata al cielo). Subisce un eccezionale contrappasso: come in vita ha diffuso le varie lingue nel mondo, ora parla in una lingua incomprensibile per chiunque altro, che rappresenta in un famoso verso, e nel non poter comprendere il linguaggio di nessuno (l'unico modo che ha per sfogare la propria aggressività è suonare il corno da caccia che tiene a tracolla).
- Il mito della torre, con alcune rilevanti modifiche, è presente nel capolavoro del cinema espressionista Metropolis del regista Fritz Lang, del 1927. Nel film non è tuttavia la confusione delle lingue a causare il fallimento del progetto, ma l'incapacità tra i progettisti dell'opera e i lavoratori di dialogare e comprendere le ragioni della controparte.
- Nel film Lupin III - La leggenda dell'oro di Babilonia s'immagina che la Torre (tutta d'oro) venga commissionata agli uomini da un dio extraterrestre, e che su di essa venga costruita la città di New York.
- La Torre di Babele riveste un ruolo centrale nel manga e anime Babil Junior. Qui Babil è il nome di un extraterrestre che, precipitato sulla Terra con la sua astronave nell'antichità, avrebbe convinto gli abitanti della Mesopotamia a costruire la torre (il cui interno contiene un enorme computer) perché fungesse da supporto per le comunicazioni col suo popolo.
- Il quarto album del cantautore Edoardo Bennato, del 1976, è intitolato La torre di Babele, che è anche il titolo della prima canzone dell'opera.
- È citata nel singolo dei Queen, The Miracle.
- Nel numero 20 del novembre 1983 della serie Martin Mystère il protagonista, incaricato dalla NASA di scoprire l'origine delle allucinazioni che hanno colpito l'equipaggio di uno Shuttle, si reca in Iraq, dove scopre un'enorme «torre rovesciata» sotterranea che è un'antica e potentissima arma atlantidea all'origine del mito biblico della Torre di Babele.
- Il concept album BABEL del gruppo progressive Soul Secret è basato su una versione modernizzata del mito della torre.
- Il sacrario del culto in Shadow of the Colossus è ispirato alla Torre di Babele.
- Nel videogioco Prince of Persia: I due troni, ambientato a Babilonia, la torre di Babele è quasi sempre prominente nell'ambiente di sfondo, e potrà anche essere scalata verso il finale del gioco.
- Nel gioco online Forge of Empires, la Torre di Babele è presente nella lista dei Grandi Edifici disponibili per la costruzione.
- Viene citata nella canzone Babylon di Lady Gaga, nel suo sesto album Chromatica.
- Ne viene tratta ispirazione del terzo romanzo della saga "L'Attraversaspecchi" intitolato "La memoria di Babel" di Christelle Dabos.
- Compare nel quarto episodio delle serie animata In principio: Storie dalla Bibbia
- Nel gioco di carte collezionabili Yu-Gi-Oh! (gioco di carte), l'archetipo di carte Orcusestra comprende una carta Magia Terreno chiamata Babele Orcusestrata, e rappresenta una Torre di Babele elegante e meccanica. Sempre nel gioco Yu-Gi-Oh! (gioco di carte) una carta Trappola chiamata proprio Torre di Babele mostra una Babele che si allunga verso il cielo, simboleggiando probabilmente l'ascesa a Dio.
- Il videogioco Let It Die per PlayStation 4 e PC si ispira alla torre di Babele per creare la torre di Barb, che nel suo mondo è una torre che apparve dopo un grande terremoto che divise il mondo in 4 parti. Per vincere, il giocatore deve salire tutti i 100 piani senza far morire il proprio personaggio.
- Viene citata, insieme alla versione cristiana di Babilonia, nel singolo "The Beast and the Harlot" degli Avenged Sevenfold, nell'album "City of Evil".
- Nell'anime Code Geass, nel primo episodio della seconda stagione, Lelouch fa abbattere con delle cariche esplosive un gigantesco grattacielo chiamato "Babel Tower", che crolla addosso al governatore del Giappone al servizio del Sacro Impero di Britannia. In seguito, nelle vesti del suo alter ego Zero, il protagonista dichiara di aver inflitto al defunto funzionario imperiale "la giusta punizione divina".
- Nel videogioco Xenogears la Torre di Babele è un dungeon esplorabile, necessario per raggiungere la nazione volante di Shevat.
- Nell'anime Nadia - Il mistero della pietra azzurra, la Torre di Babele veniva utilizzata dagli Atlantidei come mezzo di comunicazione interstellare. Successivamente, verrà ricostruita da Neo-Atlantide come arma di distruzione di massa.
- Il videogioco Chants of Sennaar è ispirato al mito di Babele. Il protagonista ha il compito di decifrare le lingue dei popoli con cui entra in contatto e riportarli in armonia.
- Nella serie manga e anime The Case Study of Vanitas, la Tour Soleil rievoca la Torre di Babele, simbolo del cataclisma che generò i vampiri e l'astermite.